# Bryum perrieri
Bryum perrieri är en bladmossart som beskrevs av Thériot 1920. Bryum perrieri ingår i släktet bryummossor, och familjen Bryaceae. Inga underarter finns listade i Catalogue of Life.